# 大迫嘉昭
大迫 嘉昭（おおさこ よしあき、1939年 - ）は、1968年、自費(スポンサーなし）によるバイクで世界一周をした最初の日本人である。

## 著書
- 『カリフォルニ’60年代の記憶を訪ねて』新風舎2006年 ISBN 4-289-00023-1
- 『人生の途中下車』永山産業(株)2012年 ISBN 978-4-906860-02-9
- 『1968年のバイク世界一周旅行』永山産業(株)2015年 ISBN 978-4-906860-64-7・